# تبطين القناة

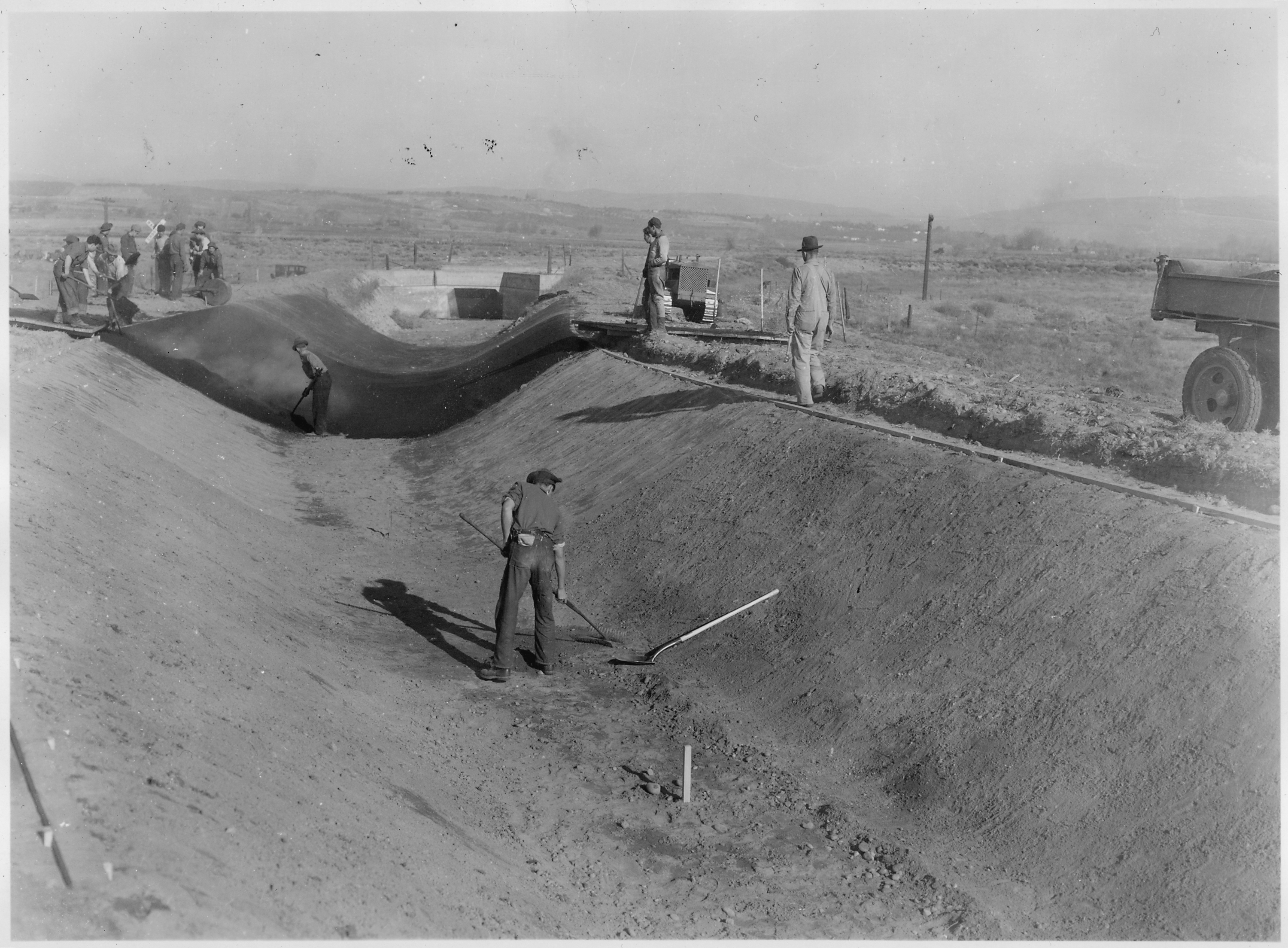

تبطين القناة هي عملية تهدف إلى تقليص تسرب مياه الري عبر إضافة طبقة غير منفذة إلى حواف القناة. قد يؤدي التسرب إلى خسارة ما نسبته 30%- 50% من مياه الري في القنوات، ما يعني أن تبطين القناة قد يجعل أنظمة الري أكثر كفاءة. يساهم تبطين القناة أيضًا في منع نمو الأعشاب الضارة، التي يمكن أن تنتشر عبر شبكة الري وتقلل من تدفق المياه، كما ويساهم في منع تشبع تربة المناطق المنخفضة في القناة بالمياه.
عند تقليل نفاذية القناة، تزداد سرعة المياه، ما يؤدي إلى زيادة إجمالي التصريف.كما أن زيادة السرعة تقلل كمية المياه المتبخرة وترسبات الغرين التي تحدث، ما يجعل القناة أكثر كفاءة. يذكر أن أقدم قناة مُبطنة اكتشفت عام 1995 قرب أهرامات الجيزة، ويقدر عمرها بنحو 4500 عام. 

## أنواع بطانة القناة

### الخرسانة
تستخدم بطانة القناة الخرسانية في الغالب نظرًا لقوتها الإنشائية العالية، وطول عمرها التشغيلي. عادة ما تكون الخرسانة المستخدمة في البطانة غير مسلحة، وذلك لخفض التكلفة. من الطرق الشائعة في بناء البطانة الخرسانية: استخدام القوالب المنزلقة التي تنزلق على طول القناة مع صب الخرسانة. يمكن صب الخرسانة أو وضع قطع جاهزة بشكل يدوي عندما يلزم تبطين مسافة قصيرة. تضاف في بعض الأحيان مواد مثل جير الكناكر إلى المزيج الخرساني لتحسين القدرة على حبس المياه والاحتفاظ بها.
من الإجراءات الشائعة قبل بناء الأرضيات الخرسانية، ضمان أن تكون طبقة التربة تحت سطح الأساس مدموكة بشكل مناسب. إذا كان هناك تربة طينية في موقع القناة، تُزال وتُستبدل بالرمال أو الحصى قبل بناء البطانة الخرسانية، يقلل ذلك من خطر انتفاخ التربة، الذي قد يؤدي إلى إحداث شقوق في الخرسانة، إلى أدنى حد ممكن.
لمنع الشقوق أثناء عملية المعالجة، ترش الخرسانة بالماء أو يوضع غطاء رطب فوق البطانة. تتضمن التدابير الوقائية الأخرى ضد الشقوق، إضافة حزوز عرضية وطولية، أو فاصل تمدد يساعد على امتصاص الشق الذي قد يحدث في الخرسانة. 

### التربة المدموكة
يعد الصلصال (الطين) المضغوط نوعًا بسيطًا من أنواع بطانة قناة التربة، وهو بديل رخيص نسبيًا مقارنةً بالطرائق الأخرى. تتميز أنواع معينة من الطمي، مثل البنتونيت، بقدرتها على امتصاص المياه بشكل كبير، لكنها تصبح فيما بعد غير منفذة ما يجعلها بطانة مثالية للتربة. ثبت من خلال دراسات أجريت في الولايات المتحدة أن طبقة من البنتونيت بسمك يترواح بين 2 و5 سم، تحت طبقة ترابية بسمك يترواح بين 15 و 30 سم، توفر بطانة مثالية. عادة ما يتم إزالة التربة المسامية قبل وضع الطين المدموك على قاع القناة وجوانبها.
توجد طريقة أخرى بسيطة لتبطين القناة بالتربة، وذلك عبر وضع طبقة من الغرين المدموك فوق تربة المسار للقناة. يعد استخدام الأنواع الترابية كبطانات للقناة فعالًا للتحكم بتسرب المياه، ولكنه ليس فعالًا ضد نمو الأعشاب الضارة.

## الأضرار المحتملة لبطانات القناة
بما أن بطانات القنوات معرضة للعناصر وتستخدم باستمرار، فهي عرضة للضرر بمرور الوقت. غالبًا ما يتجاهل المصممون الاعتبارات الجيوتقنية عند تصميم خطوط البطانات بسبب الوزن الخفيف للمنشأ. غالبًا ما تتشقق البطانة الخرسانية، ما قد يكلف عملية إصلاحها الكثير، ويمكن أن تحدث الشقوق بعدة طرق، تبدأ أثناء البناء إذا كانت عملية معالجة الخرسانة قد تمت بشكل غير صحيح، أو بسبب حركة التربة التي قد تنجم عن رفع الصقيع أو انتفاخ التربة التمددية، مثل أنواع معينة من الطين قد تتضخم نتيجة لتفريغ القناة أو تغير المناخ أو النتح.